# FIBA European Champions Cup 1983-1984
La Coppa dei Campioni 1983-1984 di pallacanestro maschile venne vinta dalla Virtus Roma.
Hanno preso parte alla competizione 25 squadre. Le squadre giocarono due turni iniziali ad eliminazione diretta con gare di andate e ritorno (e somma dei punti), prevendo una fase a gruppi valevole per la qualificazioni alla finale, cui accedevano le prime due classificate. La finale è stata organizzata a Ginevra.

## Risultati

### Turno preliminare
Le gare del primo turno preliminare sono state giocate il 15 e il 22 settembre 1983.
| Team #1      | Agg.      | Team #2        | Andata | Ritorno |
| ------------ | --------- | -------------- | ------ | ------- |
| AEL Limassol | 105 - 203 | Aris Salonicco | 49-106 | 56-97   |

### Ottavi di finale
Le gare di ottavi di finale sono state giocate il 29 settembre e il 6 ottobre 1983.
| Team #1          | Agg.      | Team #2                  | Andata | Ritorno |
| ---------------- | --------- | ------------------------ | ------ | ------- |
| CSKA Sofia       | 150 - 151 | Ostenda                  | 74-62  | 76-89   |
| BBC Nyon         | 154 - 204 | Pallacanestro Cantù      | 82-89  | 72-115  |
| Partizani Tirana | 180 - 163 | Inter Bratislava         | 89-80  | 91-83   |
| T71 Dudelange    | 84 - 157  | Virtus Roma              | 40-72  | 44-85   |
| Efes Pilsen      | 183 - 211 | Barcellona               | 96-111 | 87-100  |
| Gottinga 1846    | 150 - 168 | Aris Salonicco           | 77-91  | 73-77   |
| ToPo Helsinki    | 167 - 189 | Murray Edinburgh         | 82-89  | 85-100  |
| SISU             | 147 - 278 | Maccabi Tel-Aviv         | 85-145 | 62-133  |
| Alvik Stoccolma  | 155 - 158 | Sunblest EPAB Sunderland | 80-77  | 75-81   |
| Klosterneuburg   | 141 - 168 | Bosna                    | 76-77  | 75-91   |
| Honvéd           | 150 - 195 | EBBC Den Bosch           | 82-101 | 68-94   |
| Dinamo Bucarest  | 148 - 176 | Limoges CSP              | 83-97  | 65-79   |

### Quarti di finale
Le gare dei quarti di finale sono state giocate il 27 ottobre e il 3 novembre 1983.
| Team #1                  | Agg.      | Team #2             | Andata | Ritorno |
| ------------------------ | --------- | ------------------- | ------ | ------- |
| Ostenda                  | 147 - 153 | Pallacanestro Cantù | 88-77  | 59-76   |
| Partizani Tirana         | 124 - 171 | Virtus Roma         | 69-78  | 55-93   |
| Murray Edinburgh         | 178 - 185 | Barcellona          | 93-94  | 85-91   |
| Aris Salonicco           | 138 - 143 | Maccabi Tel-Aviv    | 62-68  | 76-75   |
| Sunblest EPAB Sunderland | 171 - 177 | Bosna               | 89-93  | 82-84   |
| EBBC Den Bosch           | 149 - 167 | Limoges CSP         | 70-69  | 79-98   |

### Semifinali
|    | Squadra             | G  | V | P | PF  | PS  | Dif | P.ti |
| -- | ------------------- | -- | - | - | --- | --- | --- | ---- |
| 1. | Barcellona          | 10 | 7 | 3 | 910 | 825 | +85 | 17   |
| 2. | Virtus Roma         | 10 | 7 | 3 | 785 | 752 | +33 | 17   |
| 3. | Pallacanestro Cantù | 10 | 6 | 4 | 865 | 826 | +39 | 16   |
| 4. | Bosna               | 10 | 5 | 5 | 843 | 928 | -85 | 15   |
| 5. | Maccabi Tel-Aviv    | 10 | 3 | 7 | 872 | 902 | -30 | 13   |
| 6. | Limoges CSP         | 10 | 2 | 8 | 937 | 979 | -42 | 12   |

Partite
| Data             | Squadra di Casa                    | Punti Casa | Punti Trasferta | Squadra in Trasferta               |
| 8 dicembre 1983  | Limoges CSP                        | 74         | 76              | Virtus Roma                        |
| 8 dicembre 1983  | Jollycolombani Pallacanestro Cantù | 74         | 65              | Maccabi Elite SC Tel-Aviv          |
| 8 dicembre 1983  | FC Barcelona                       | 102        | 83              | KK Bosna Sarajevo                  |
| 15 dicembre 1983 | Maccabi Elite SC Tel-Aviv          | 95         | 104             | Limoges CSP                        |
| 15 dicembre 1983 | FC Barcelona                       | 81         | 74              | Virtus Roma                        |
| 15 dicembre 1983 | KK Bosna Sarajevo                  | 88         | 84              | Jollycolombani Pallacanestro Cantù |
| 11 gennaio 1984  | Limoges CSP                        | 80         | 98              | FC Barcelona                       |
| 12 gennaio 1984  | Maccabi Elite SC Tel-Aviv          | 112        | 80              | KK Bosna Sarajevo                  |
| 12 gennaio 1984  | Virtus Roma                        | 85         | 86              | Jollycolombani Pallacanestro Cantù |
| 18 gennaio 1984  | KK Bosna Sarajevo                  | 104        | 96              | Limoges CSP                        |
| 19 gennaio 1984  | Jollycolombani Pallacanestro Cantù | 64         | 63              | FC Barcelona                       |
| 19 gennaio 1984  | Virtus Roma                        | 82         | 67              | Maccabi Elite SC Tel-Aviv          |
| 25 gennaio 1984  | Limoges CSP                        | 108        | 118             | Jollycolombani Pallacanestro Cantù |
| 26 gennaio 1984  | KK Bosna Sarajevo                  | 86         | 77              | Virtus Roma                        |
| 26 gennaio 1984  | FC Barcelona                       | 94         | 75              | Maccabi Elite SC Tel-Aviv          |
| 2 febbraio 1984  | Virtus Roma                        | 81         | 76              | Limoges CSP                        |
| 2 febbraio 1984  | Maccabi Elite SC Tel-Aviv          | 79         | 77              | Jollycolombani Pallacanestro Cantù |
| 2 febbraio 1984  | KK Bosna Sarajevo                  | 96         | 90              | FC Barcelona                       |
| 16 febbraio 1984 | Limoges CSP                        | 105        | 111             | Maccabi Elite SC Tel-Aviv          |
| 16 febbraio 1984 | Virtus Roma                        | 74         | 71              | FC Barcelona                       |
| 16 febbraio 1984 | Jollycolombani Pallacanestro Cantù | 109        | 73              | KK Bosna Sarajevo                  |
| 23 febbraio 1984 | FC Barcelona                       | 113        | 94              | Limoges CSP                        |
| 23 febbraio 1984 | KK Bosna Sarajevo                  | 90         | 85              | Maccabi Elite SC Tel-Aviv          |
| 23 febbraio 1984 | Jollycolombani Pallacanestro Cantù | 71         | 79              | Virtus Roma                        |
| 29 febbraio 1984 | Limoges CSP                        | 107        | 88              | KK Bosna Sarajevo                  |
| 1 marzo 1984     | FC Barcelona                       | 93         | 87              | Jollycolombani Pallacanestro Cantù |
| 1 marzo 1984     | Maccabi Elite SC Tel-Aviv          | 85         | 91              | Virtus Roma                        |
| 8 marzo 1984     | Jollycolombani Pallacanestro Cantù | 95         | 93              | Limoges CSP                        |
| 8 marzo 1984     | Virtus Roma                        | 66         | 55              | KK Bosna Sarajevo                  |
| 8 marzo 1984     | Maccabi Elite SC Tel-Aviv          | 98         | 105             | FC Barcelona                       |

|  | Qualificate alla finale |
|  | Eliminata               |

### Finale
| Team #1     | Agg.    | Team #2    |
| ----------- | ------- | ---------- |
| Virtus Roma | 79 - 73 | Barcellona |

| Coppa dei Campioni 1983-1984 |
| ---------------------------- |
| Virtus Roma 1º titolo        |

## Formazione vincitrice
| N° | Naz.                   | Ruolo | Sportivo          |  | Alt. |  |
| -- | ---------------------- | ----- | ----------------- |  | ---- |  |
| 4  | Stati Uniti (bandiera) | P     | Larry Wright      |  |      |  |
| 5  | Italia (bandiera)      | G     | Stefano Sbarra    |  |      |  |
| 6  | Italia (bandiera)      | G     | Paolo Salvaggi    |  |      |  |
| 7  | Italia (bandiera)      | A     | Giuseppe Grimaldi |  |      |  |
| 8  | Stati Uniti (bandiera) | AG    | Clarence Kea      |  |      |  |
| 9  | Italia (bandiera)      | C     | Renzo Tombolato   |  |      |  |
| 10 | Italia (bandiera)      | G     | Enrico Gilardi    |  |      |  |
| 11 | Italia (bandiera)      | C     | Fulvio Polesello  |  |      |  |
| 13 | Italia (bandiera)      | A     | Marco Solfrini    |  |      |  |
| 15 | Italia (bandiera)      | AP    | Gianni Bertolotti |  |      |  |
|    | Italia (bandiera)      | A     | Paolo Scarnati    |  |      |  |
|    | Italia (bandiera)      | A     | Tullio Sacripanti |  |      |  |
|    | Stati Uniti (bandiera) | C     | Darrell Lockhart  |  |      |  |
|    | Italia (bandiera)      |       | Roberto Paliani   |  |      |  |
|    | Italia (bandiera)      | All.  | Valerio Bianchini |  |      |  |